# Волушево
Волушево (пол. Wołuszewo) — село в Польщі, у гміні Александрув-Куявський Александровського повіту Куявсько-Поморського воєводства. Населення — 746 осіб (2011).
У 1975-1998 роках село належало до Влоцлавського воєводства.

## Демографія
Демографічна структура станом на 31 березня 2011 року:
|          | Загалом | Допрацездатний вік | Працездатний вік | Постпрацездатний вік |
| -------- | ------- | ------------------ | ---------------- | -------------------- |
| Чоловіки | 372     | 64                 | 280              | 28                   |
| Жінки    | 374     | 59                 | 234              | 81                   |
| Разом    | 746     | 123                | 514              | 109                  |